# Промышленность Юньнани

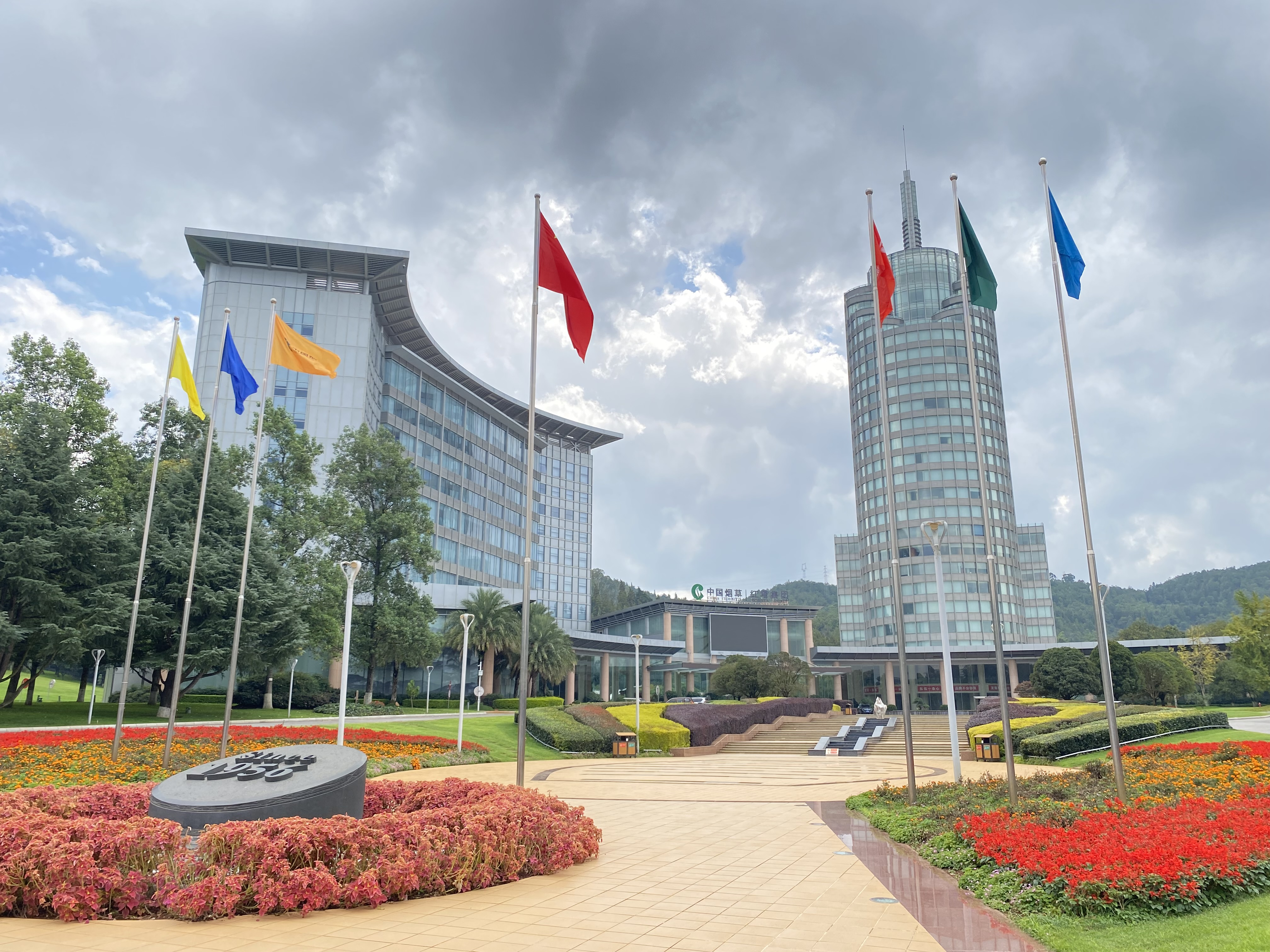
Штаб-квартира Hongta Group — крупнейшей табачной компании Юньнани

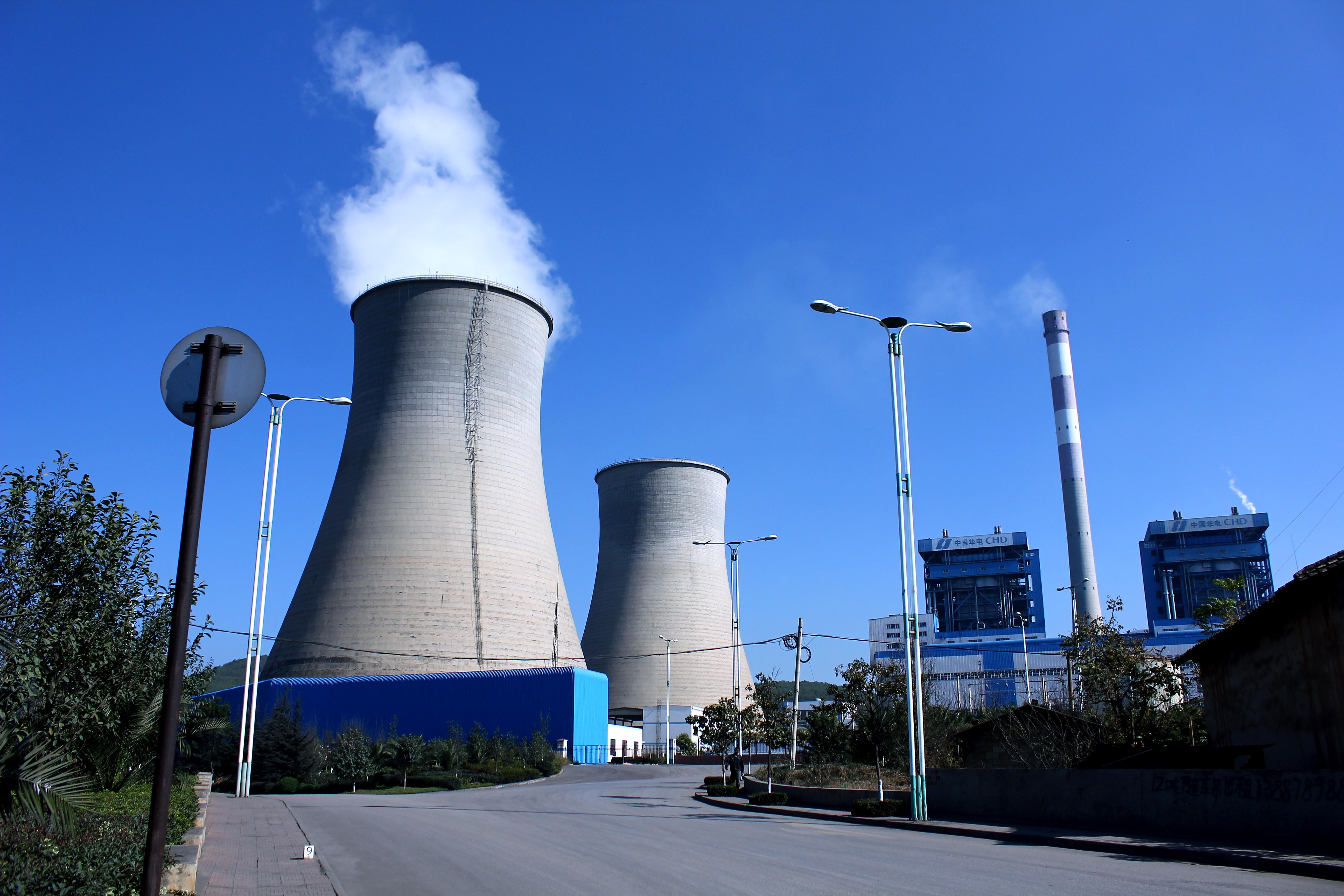
Электростанция компании CHD в Куньмине

Провинция Юньнань входит в число средних промышленных регионов Китая, значительно уступая в развитии приморским южным и восточным районам страны. В Юньнани традиционно сильно развиты сырьевой сектор (добыча и переработка минеральных ресурсов), а также пищевая, табачная и лесная промышленность. Из относительно новых отраслей получили развитие химическая и металлургическая промышленность, производство стройматериалов, электроники, электротехники, коммерческих автомобилей, промышленного оборудования, текстиля, готовой одежды и оптических приборов. Развитию энергоёмких отраслей способствуют большие гидроресурсы.

## Общие сведения

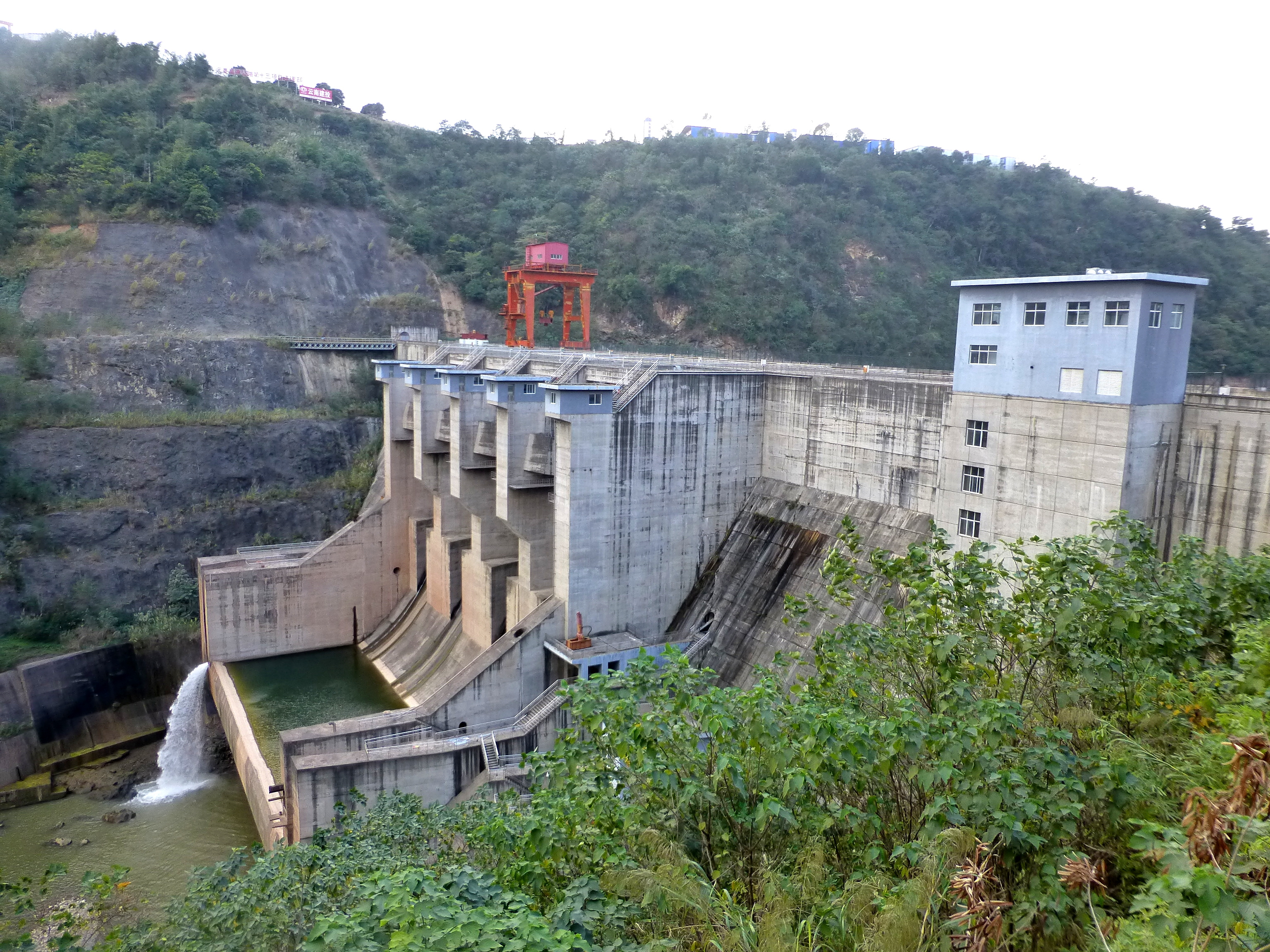
ГЭС Мадушань в Гэцзю

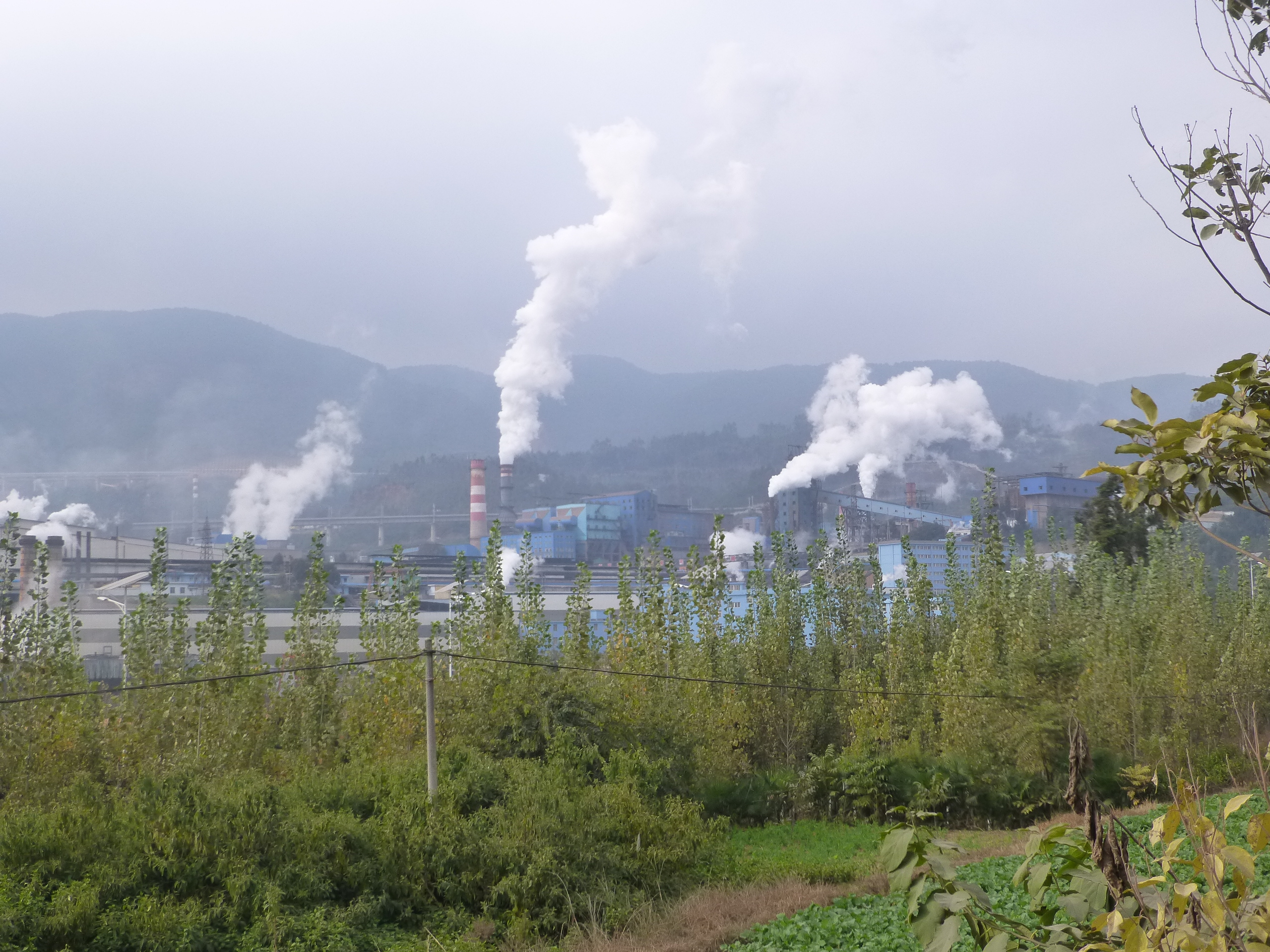
Промышленная зона Бэйчэн в Хунта

В Юньнани преобладают государственные предприятия, принадлежащие центральным и провинциальным властям; основными направлениями инвестиций являются горнодобывающая, химическая и металлургическая отрасли. Частные китайские и иностранные инвестиции относительно небольшие и сосредоточены в сфере пищевой, швейной, химической, фармацевтической, автомобильной и электронной промышленности. Ключевую роль в финансировании промышленных и инфраструктурных проектов играют государственные холдинги Yunnan Investment Holding Group, Yunnan Industrial Investment Group и Yunnan Energy Investment Group.
В провинции имеется избыток рабочих рук: бедное сельское население перебирается в крупные города Юньнани или эмигрирует для работы на фабриках Гуандуна, Чжэцзяна, Шанхая, Чунцина и Чэнду. Развитию промышленности в отдалённых горных районах Юньнани мешает нехватка дорог и электроэнергии. В последние десятилетия китайские власти вкладывают значительные средства в постройку транспортной инфраструктуры и гидроэлектростанций на горных реках (излишки электроэнергии Юньнань экспортирует в провинцию Гуандун). В местах добычи полезных ископаемых имеются проблемы с загрязнением окружающей среды, особенно почвы и воды.

## Крупнейшие компании
По итогам 2023 года крупнейшими промышленными компаниями Юньнани по объёму выручки являлись:
- Yunnan Copper (146,98 млрд юаней)[2]
- Yunnan Yuntianhua Group (91,86 млрд юаней)
  - Yunnan Yuntianhua Co. Ltd. (69,06 млрд юаней)[3]
- Yunnan Tin Group (52,77 млрд юаней)
  - Yunnan Tin Co. Ltd. (42,36 млрд юаней)[4]
- Sino-Platinum Metals (45,08 млрд юаней)[5]
- Yunnan Aluminium (42,66 млрд юаней)[6]
- Yunnan Baiyao Group (39,11 млрд юаней)
- Yuxi Yukun Iron and Steel Group (26,68 млрд юаней)
- Chihong Zinc & Germanium (22,07 млрд юаней)[7]
- Yuxi Xianfu Iron and Steel Group (18,86 млрд юаней)
- Xiangfeng Industrial Group (18,08 млрд юаней)
- Yunnan Energy New Material (12,04 млрд юаней)[8]

## Географическое распределение

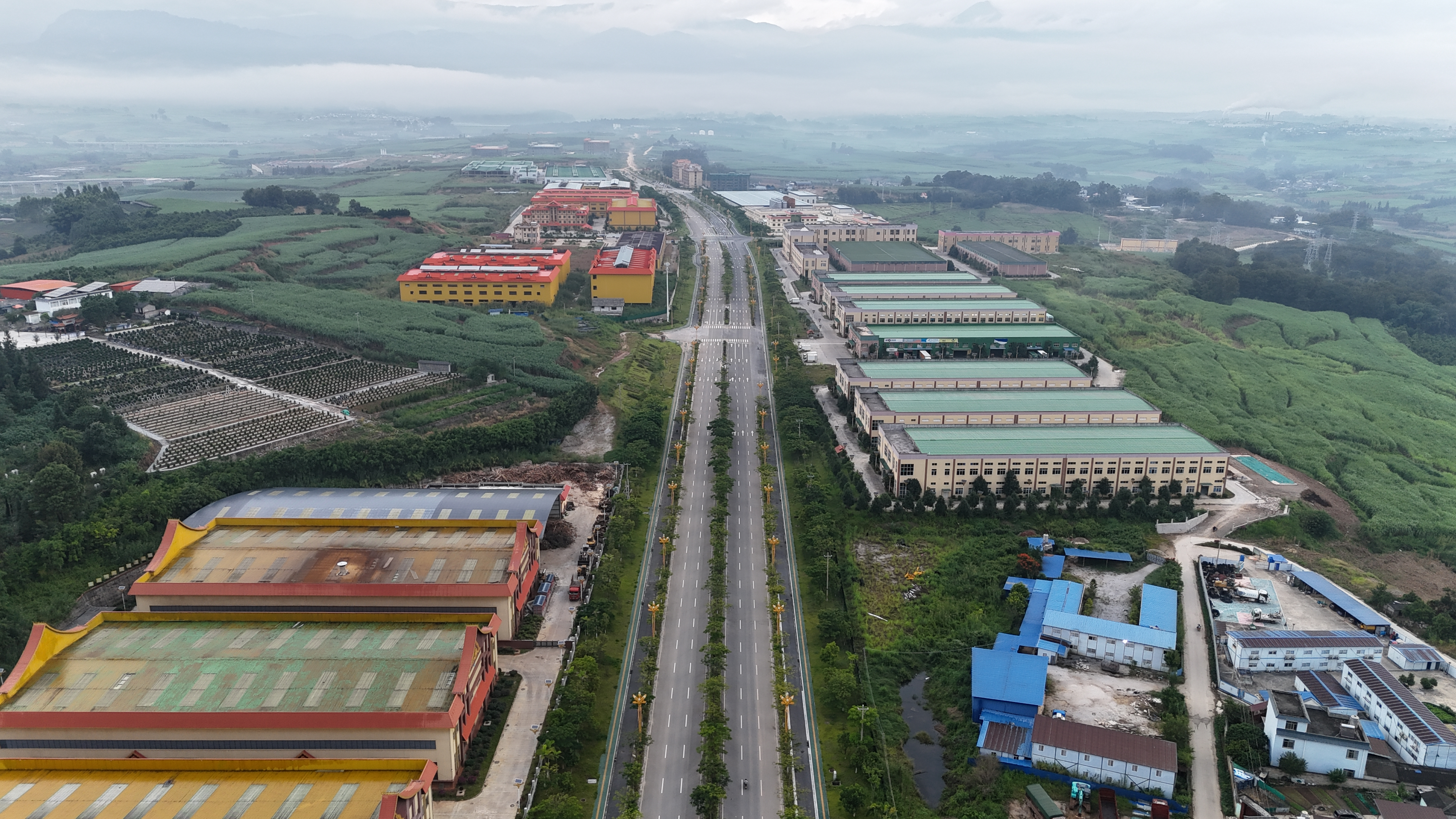
Промышленный парк в Гэнма

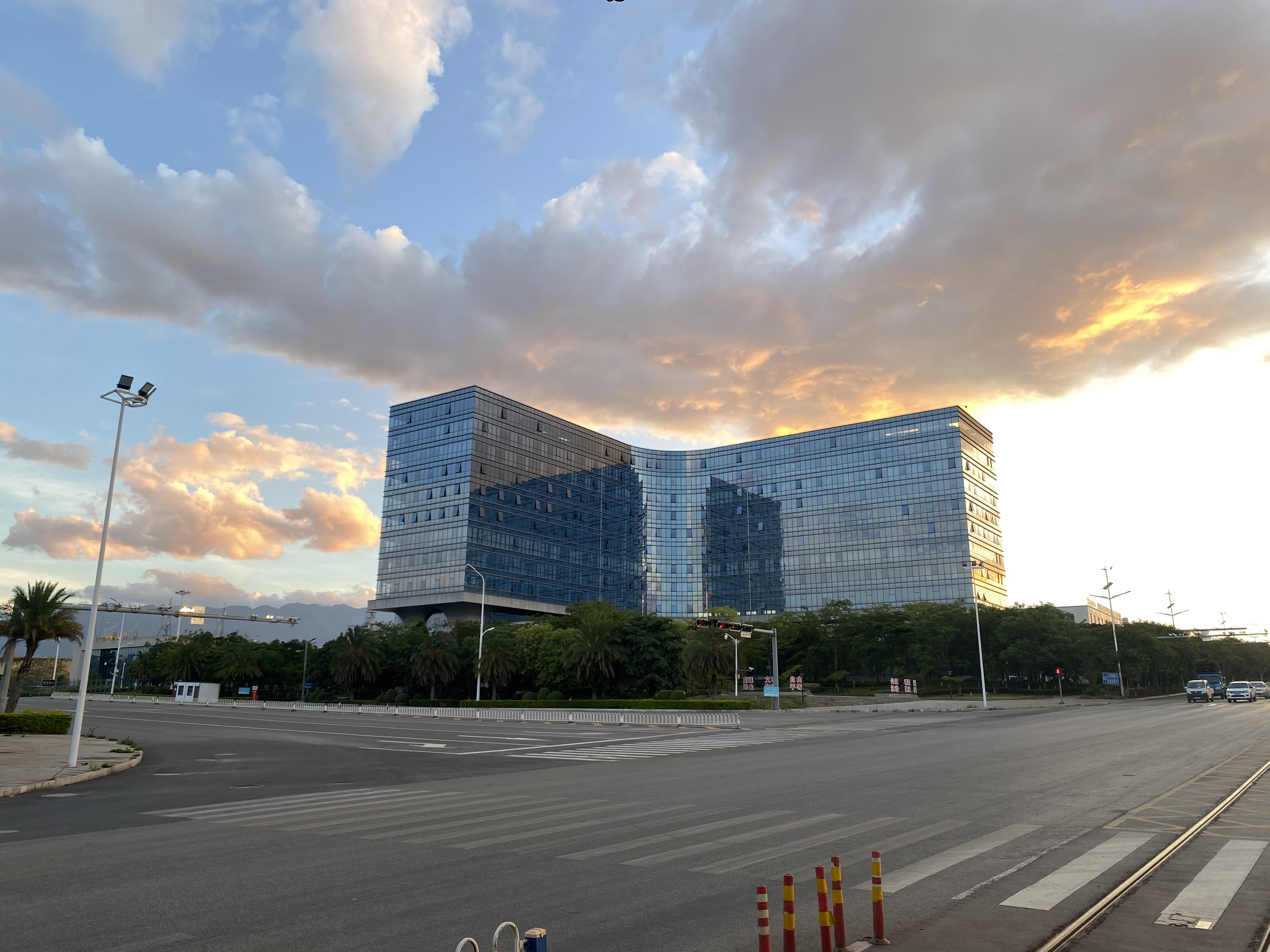
Комплексная бондовая зона в Мэнцзы

Крупнейшим промышленным центром Юньнани является Куньмин (включая промышленные зоны в Аньнине, Дунчуане, Сишане, Гуаньду, Ухуа и Луцюане). За столицей следуют Юйси (включая промышленные зоны в Хунта, Имэне, Тунхае, Хуанине и Синьпине), Цюйцзин (включая промышленные зоны в Луляне и Сюаньвэе), Чжаотун (включая промышленные зоны в Чжаояне, Иляне, Лудяне и Шуйфу), Хунхэ (включая промышленные зоны в Мэнцзы и Луси), Вэньшань, Баошань и Дали. Важное значение имеют зоны приграничного экономического сотрудничества, созданные в Хэкоу (на границе с Вьетнамом), Жуйли и Ваньдине (на границе с Мьянмой).

## Горнодобывающая промышленность

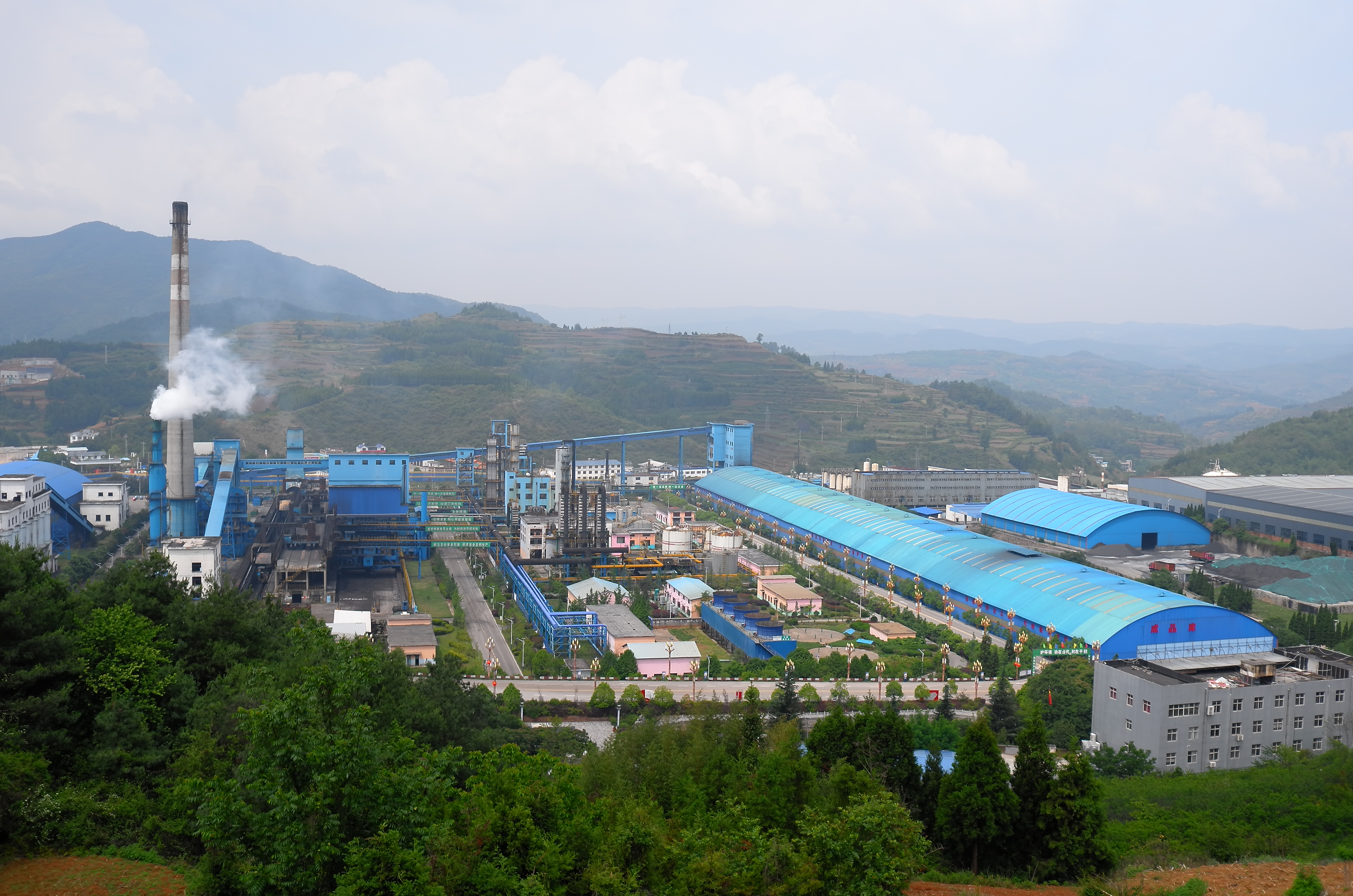
Угольный комбинат в Фуюане

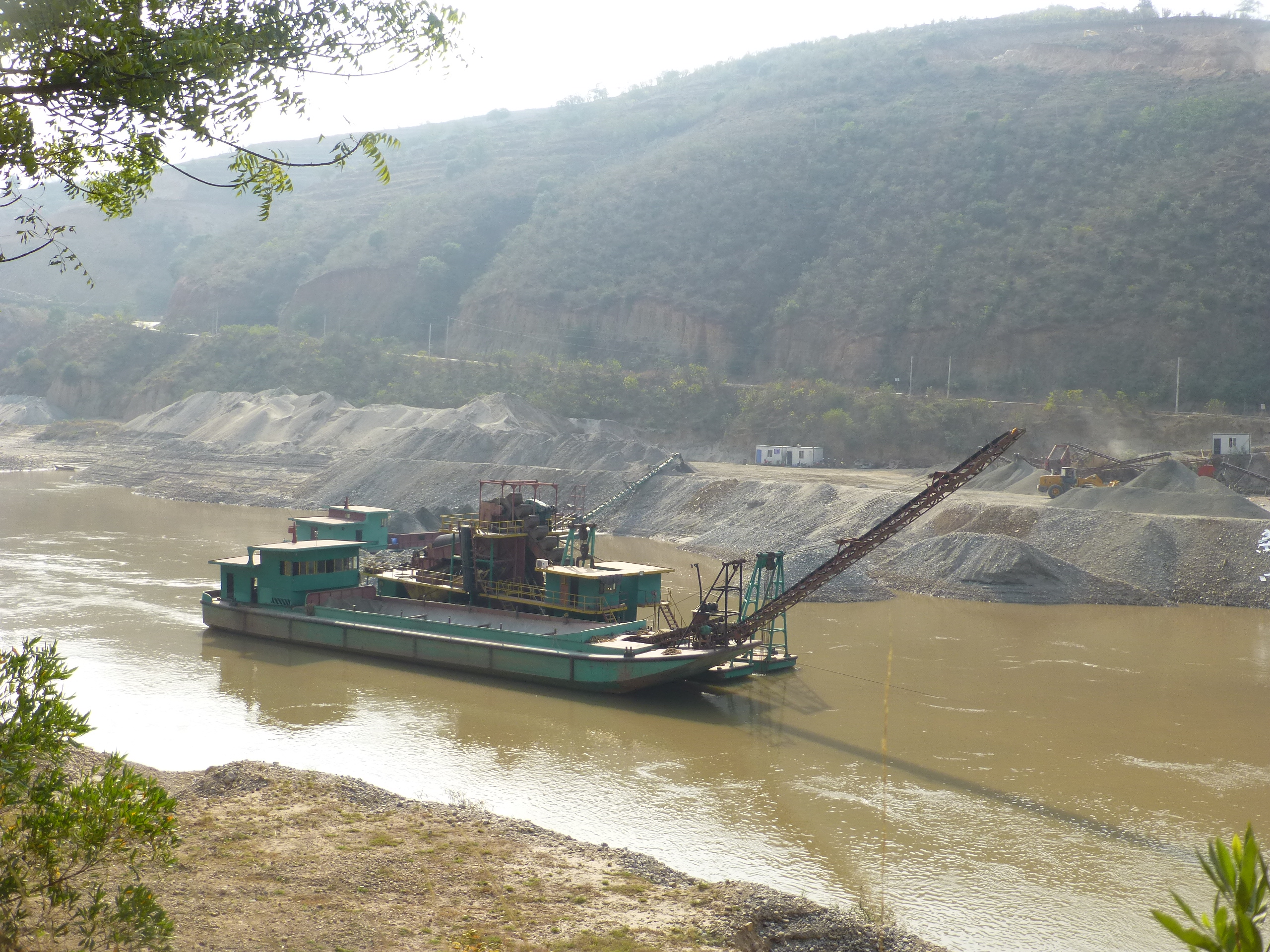
Добыча песка в Гэцзю

В Юньнани добывают олово (1-е место в стране), медь, свинец, цинк, никель, железо, уголь, бокситы, фосфаты, галит, мирабилит, золото, серебро, платину, палладий, германий, индий, цирконий, сильвин, асбест и мышьяк, а также строительные материалы (песок, гравий и щебень).
Крупнейшими горнодобывающими центрами провинции являются Гэцзю (олово, железо и уголь), Дунчуань, Юйси и Ланьпин (медь), Цзиньнин и Сишань (фосфаты), Удин и Синьпин (железо), Сюаньвэй и Кайюань (уголь), Чжаотун (лигнит), Линьцан (уголь, германий и уран).
Крупнейшими компаниями отрасли являются:
- Yunnan Copper (Куньмин) — добыча меди[2].
- Yunnan Yuntianhua Group (Куньмин) — добыча фосфатов и угля[3].
- Yunnan Aluminium (Куньмин) — добыча бокситов[6].
- Yunnan Tin Group (Куньмин) — добыча олова, свинца, цинка и меди[4].
- Chihong Zinc & Germanium (Цюйцзин) — добыча цинка, свинца и германия[7].
- Yunnan Gold & Mining Group (Куньмин) — добыча золота, серебра, платины, палладия, цинка и свинца[10].
- Yuxi Dahongshan Mining (Юйси) — добыча железной руды.
- Yunnan Jinding Zinc (Ланьпин) — добыча цинка, свинца и кадмия[11].
- Haolong Industry Group (Чжаотун) — добыча цинка, свинца и титана.
- Xuanwei Phosphorus Electricity (Сюаньвэй) — добыча фосфатов и угля[12].
- Wenshan Dounan Manganese (Вэньшань) — добыча марганца[13].

## Химическая промышленность

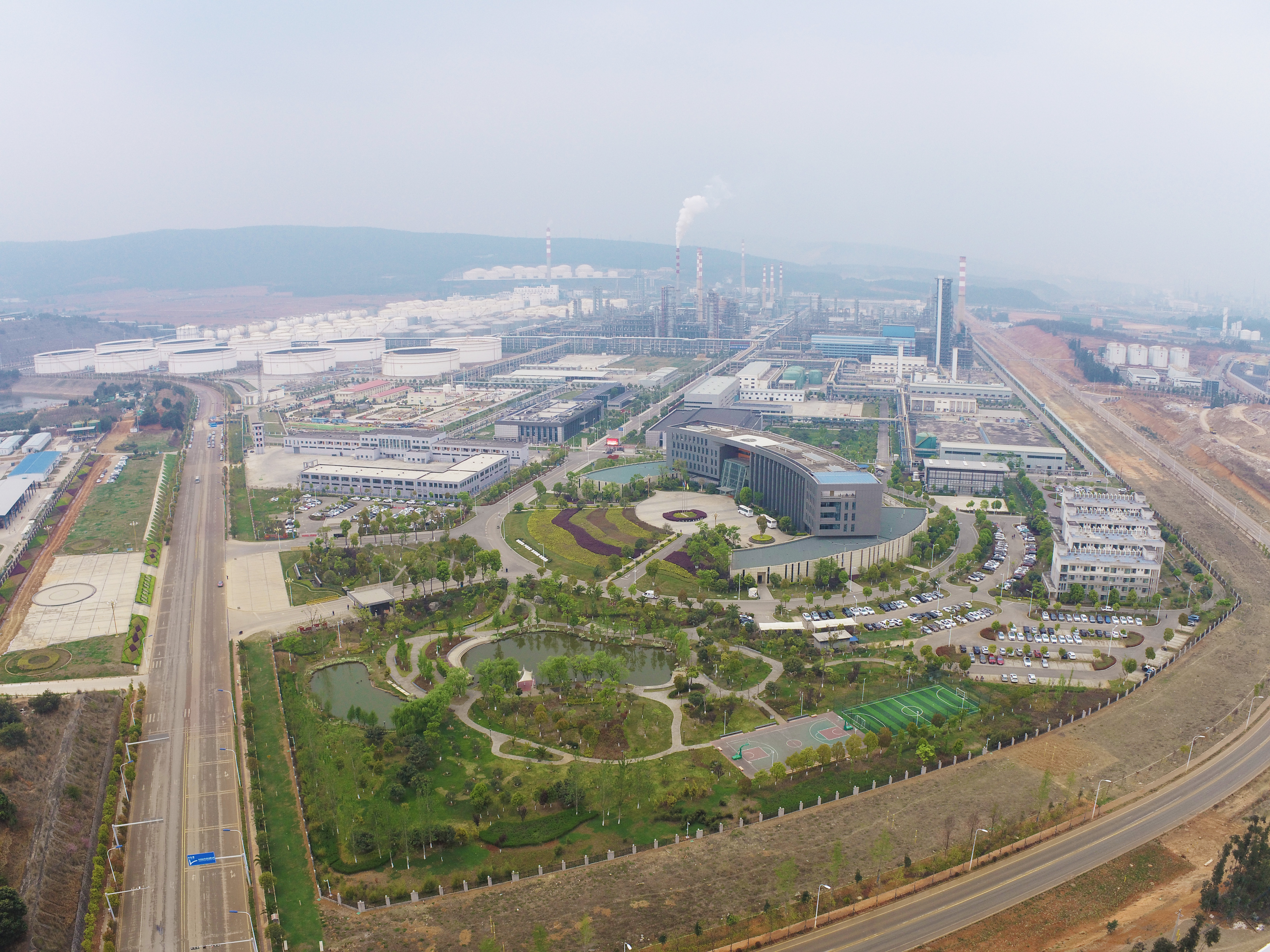
Нефтехимический комбинат PetroChina в Куньмине

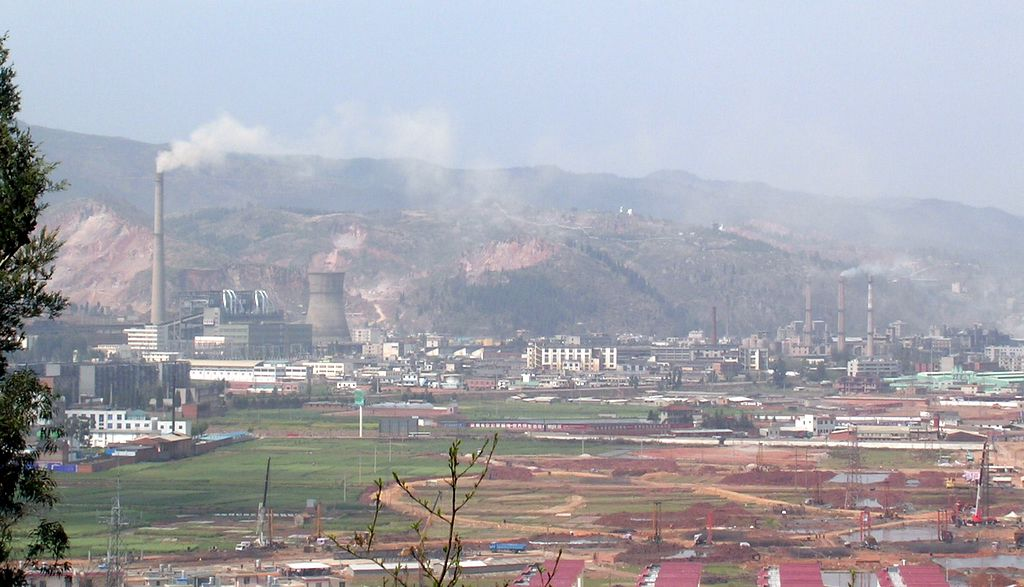
Промышленная зона в Сишане

Юньнань занимает лидирующее положение в стране по переработке фосфатов и выпуску фосфорных химикатов, включая жёлтый и красный фосфор, оксиды фосфора, фосфорную кислоту и фосфорные удобрения. Также в провинции производят серную и фторкремниевую кислоту, азотные удобрения, мочевину, синтетический и жидкий аммиак, карбонат натрия, сульфат натрия, сульфат аммония, фосфат кальция, химикаты на основе олова и мышьяка, литиевые химикаты для производства аккумуляторов, графитовые аноды, анодный углерод, углеродные катализаторы, поликремний, пластмассы, изоляционные плёнки, стекловолокно, моющие средства, бензин, дизельное и авиационное топливо, угольный и сжиженный природный газ, металлургический кокс, бензол и метанол.
Крупнейшими компаниями отрасли являются:
- Yunnan Yuntianhua Group (Куньмин) — фосфорные и азотные удобрения, мочевина, полимеры и стеклопластик[3].
  - Yunnan Phosphorus Chemicals Group (Куньмин) — фосфорные удобрения.
  - Yunnan Tianan Chemical (Куньмин) — фосфорные удобрения, фосфорная и серная кислота, синтетический аммиак[14].
  - Yunnan Phosphate Haikou (Куньмин) — фосфорные удобрения, фосфорная кислота и пищевые добавки.
  - Yunnan Three Circles Chemicals (Куньмин) — фосфорная кислота и мочевина.
  - Yunnan Three Circles Sinochem Fertilizers (Куньмин) — фосфорные и азотные удобрения, фторкремниевая и серная кислота[15].
  - Yunnan Shuifu Yuntianhua (Чжаотун) — химическое сырьё и азотные удобрения.
  - Yunnan Yuntianhua Dawei Ammonia Production (Цюйцзин) — жидкий аммиак, карбонат натрия и сера.
  - Yunnan Yuntianhua Yunfeng Chemical (Цюйцзин) — синтетический аммиак, фосфорные удобрения и серная кислота[16].
  - Zhongqing Yilan Group (Куньмин) — жёлтый фосфор и фосфорная кислота[17].
- PetroChina Yunnan Petrochemical (Куньмин) — бензин, дизельное и авиационное топливо[18].
- Yunnan Copper (Куньмин) — химическая продукция, включая серную кислоту[2].
- Yunnan Tin Group (Куньмин) — химикаты на основе олова и мышьяка[4].
- Xiangfeng Industrial Group (Куньмин) — химическая продукция.
  - Xiangfeng Chemical Fertilizer (Куньмин) — фосфорные удобрения[19].
- Chihong Zinc & Germanium (Цюйцзин) — серная кислота и серный концентрат[7].
- Yunnan Energy New Material (Юйси) — изоляционные плёнки для аккумуляторов[8].
- Yunnan Coal Chemical Industry Group (Куньмин) — металлургический кокс, аммиак, бензин, дизельное топливо и сжиженный природный газ[20].
- Yunnan Coal & Energy (Куньмин) — металлургический кокс, угольный газ, бензол, деготь, метанол, сульфат аммония и сера[21].
- Yunnan Energy Investment (Куньмин) — промышленная и пищевая соль, сульфат натрия[22][23].
- Yunnan Yunwei Group (Куньмин) — химическая продукция.
  - Yunnan Yunwei Co. Ltd. (Куньмин) — металлургический кокс[24].
- Chuan Jin Nuo Chemical (Куньмин) — фосфорная продукция, включая фосфорную кислоту и химикаты для производства аккумуляторов[25].
- Yunnan Tongwei High Purity Crystalline Silion (Баошань) — поликремний.
- Qujing Dynanonic (Цюйцзин) — химикаты для производства аккумуляторов.
  - Qujing Lintie Technology (Цюйцзин) — химикаты для производства аккумуляторов.
  - Qujing Dynanonic EVE (Цюйцзин) — химикаты для производства аккумуляторов.
- Yunnan Yuanxin Carbon (Хунхэ) — анодный углерод.
- Sino-Platinum Metals Catalyst (Куньмин) — катализаторы для дизельных и газовых двигателей, углеродные катализаторы[26].
- Yunnan Shanshan New Material (Куньмин) — графитовые аноды для производства аккумуляторов[27].
- Tianbao Animal Nutrition Technology (Чусюн) — кормовые добавки на основе фосфата кальция[28].
- Yunnan Xuanwei Phosphorus Electricity (Сюаньвэй) — фосфорные химикаты, включая жёлтый фосфор, иловый фосфор и фосфорную кислоту[12].
- Yunnan Jianglin Group (Юйси) — красный фосфор, фосфорная кислота и пентаоксид фосфора[29].

### Фармацевтическая промышленность

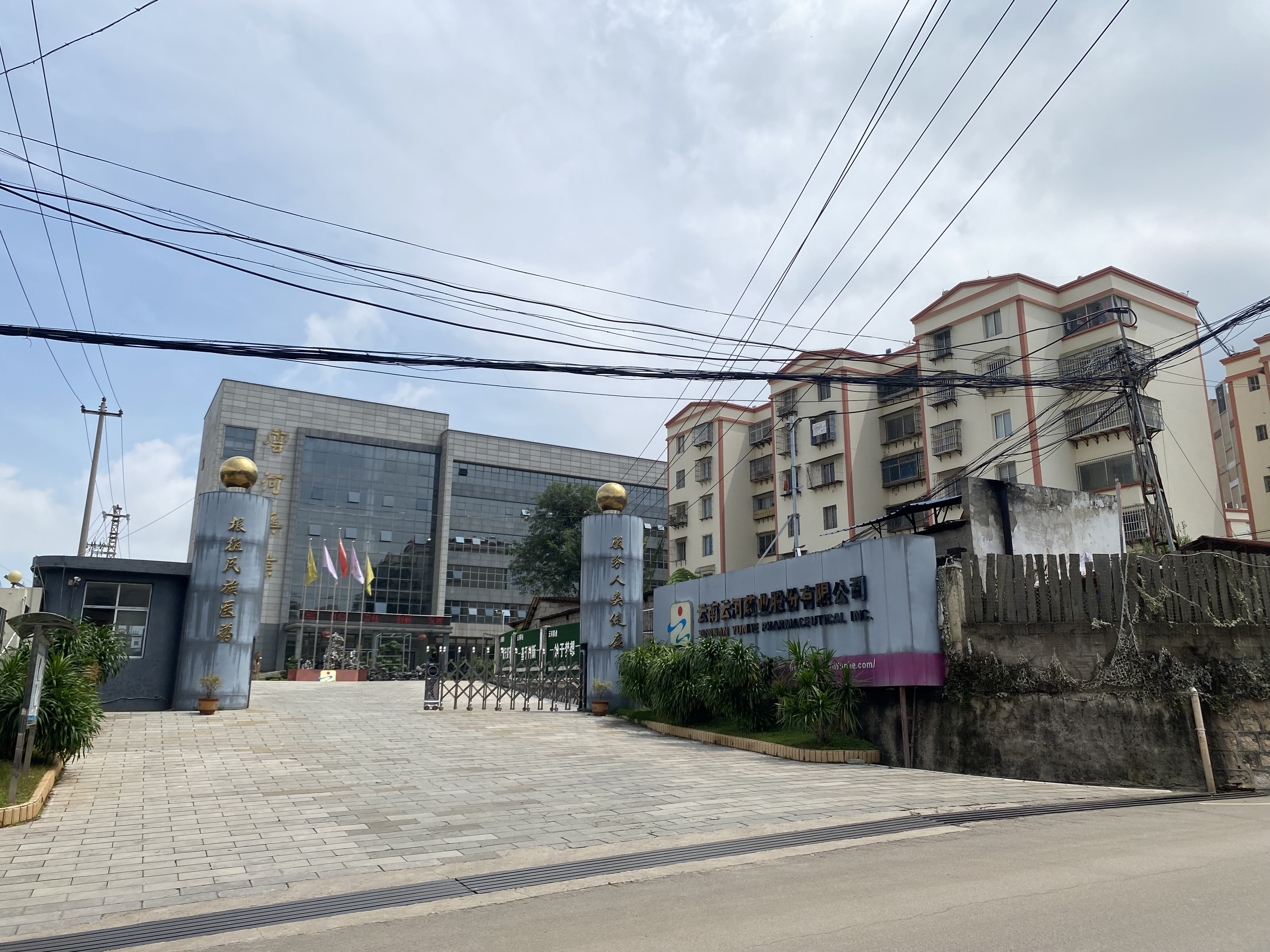
Офис Yunhe Pharmaceutical в Гэцзю

В провинции производят широкий спектр лекарств, антител и вакцин, а также препаратов традиционной китайской медицины и биологически активных добавок; Юньнань занимает лидирующие позиции в Китае по переработке лекарственных растений. В фармацевтическом секторе Юньнани доминируют две компании — Baiyao Group и Kunming Pharmaceutical, остальные значительно уступают им по продажам.
- Yunnan Baiyao Group (Куньмин) — анальгетики, противовоспалительные препараты, растительные добавки и бытовая химия, включая зубную пасту[30].
  - Yunnan Baiyao Group Health Products (Куньмин) — средства гигиены ротовой полости.
- Kunming Pharmaceutical Corporation (Куньмин) — препараты от малярии, сердечно-сосудистых и цереброваскулярных заболеваний, головной боли и невралгии.
  - KPC Pharmaceuticals (Куньмин) — растительные добавки и препараты, включая противовоспалительные, противопаразитарные и противомикробные препараты[31].
  - Kunming China Resources Shenghuo Pharmaceutical (Куньмин) — мягкие капсулы, лечебные кремы и порошки[32].
- Walvax Biotechnology (Куньмин) — вакцины, антитела и препараты крови[33].
  - Yuxi Walvax Biotechnology (Юйси) — вакцины.
- Kunming Jida Pharmaceutical (Куньмин) — антидепрессанты, противоинфекционные, желудочно-кишечные, мышечно-скелетные и сердечно-сосудистые препараты, препараты для лечения психиатрических расстройств[34].
- Yunnan Zhiwu Pharmaceutical (Куньмин) — фармацевтические препараты.
- Yunnan Yunhe Pharmaceutical (Гэцзю) — фармацевтические препараты, растительные добавки и отвары[35].
- Jinwu Heiyao Pharmaceutical (Цюйцзин) — растительные добавки и препараты[36].

### Парфюмерно-косметическая промышленность
- Botanee Bio-Technology Group (Куньмин) — средства ухода за кожей, включая кремы, бальзамы, лосьоны, маски для лица и средства макияжа[37].
- Summit Biotechnology (Чусюн) — растительные экстракты, эфирные масла и ароматизаторы.

## Металлургия и металлообработка

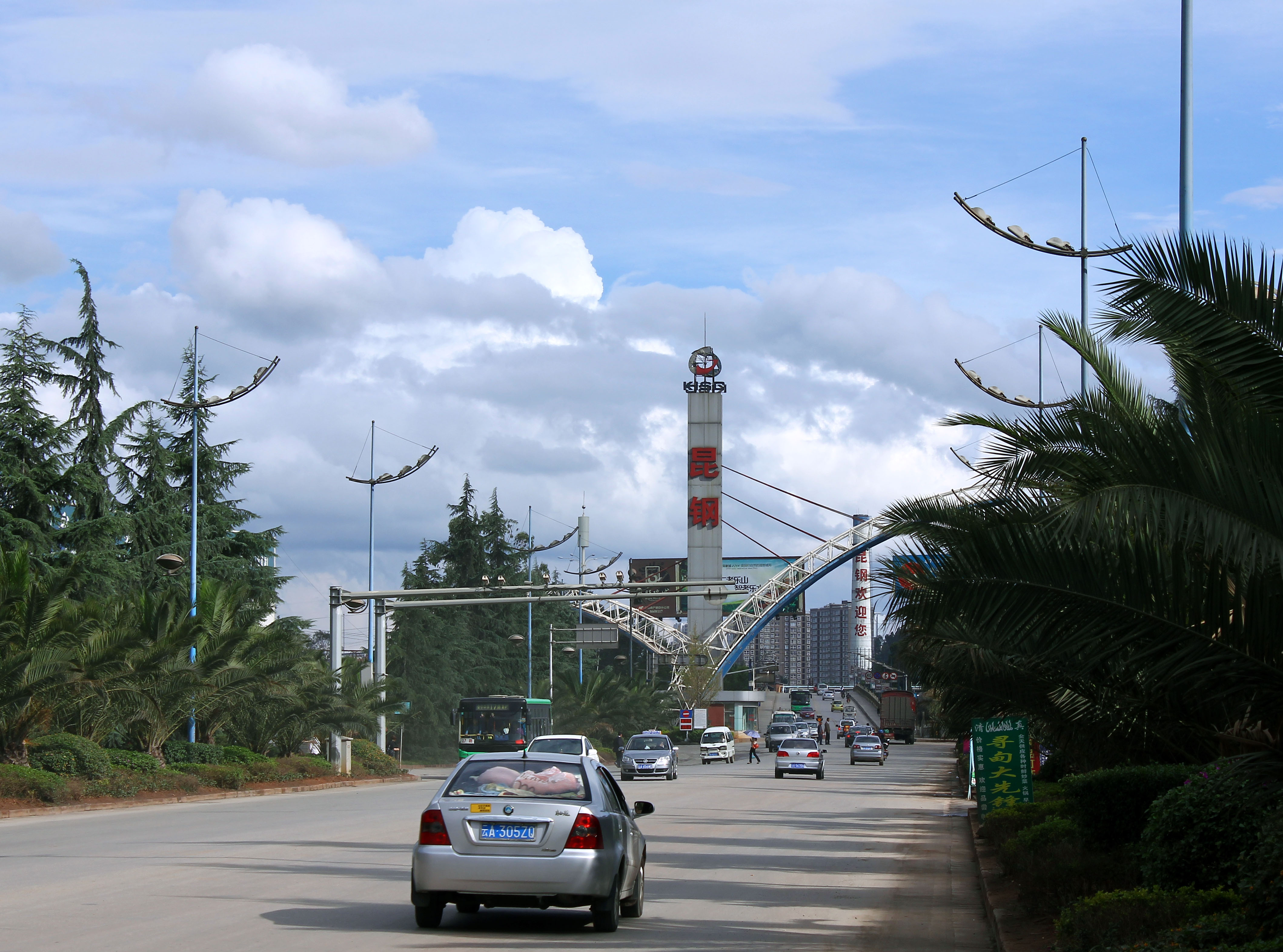
Металлургические комбинат Kunming Iron & Steel в Куньмине

Юньнань занимает лидирующие позиции в цветной металлургии Китая, особенно в производстве меди, олова, цинка, свинца и германия, а также драгоценных металлов. Кроме того, в провинции расположены значительные мощности по производству стальной продукции.
Крупнейшими компаниями отрасли являются:
- Yunnan Copper (Куньмин) — катодная медь, медная проволока, золото, серебро, селен, теллур, платина, палладий и индий[2].
- Yunnan Tin Group (Куньмин) — оловянные, свинцовые и медные слитки и сплавы[4].
- Yunnan Aluminium (Куньмин) — глинозём и алюминий[6].
- Sino-Platinum Metals (Куньмин) — платина, палладий, иридий, родий, золото и серебро[5].
- Kunming Iron & Steel Group (Куньмин) — стальная и чугунная продукция, включая листы, швеллеры, уголки, прутки и катанку[38][39].
- Yuxi Yukun Iron and Steel Group (Юйси) — стальная продукция, включая проволоку и листы[40].
- Chihong Zinc & Germanium (Цюйцзин) — цинк, свинец, германий и серебро[7].
- Yuxi Xianfu Iron and Steel Group (Юйси) — стальная продукция, включая проволоку и прутки[41].
- Yunnan Metallurgical Group (Куньмин) — алюминий, цинк, свинец, марганец, титан, кремний и германий[42].
  - Yunnan Haoxin Aluminum Foil (Куньмин) — алюминиевая фольга[43].
  - Yunnan Yongchang Silicon Industry (Баошань) — металлический и порошковый кремний.
- Yunnan Jingye Steel (Куньмин) — стальная продукция.
- Yunnan Jinding Zinc (Ланьпин) — цинк[11].
- Yuxi Xinxing Steel (Юйси) — стальная продукция, включая пластины[44].
- Yunnan Yixin Aluminum (Дали) — алюминиевая продукция.
- Yunnan Haixin Aluminum (Чжаотун) — алюминиевая продукция.
- Kunming Cable Holding (Куньмин) — стальная проволока[45].
- YCIH Steel Structure (Куньмин) — строительные металлоконструкции.
- Wenshan Dounan Manganese (Вэньшань) — марганцевые ферросплавы[13].

## Агропромышленный комплекс

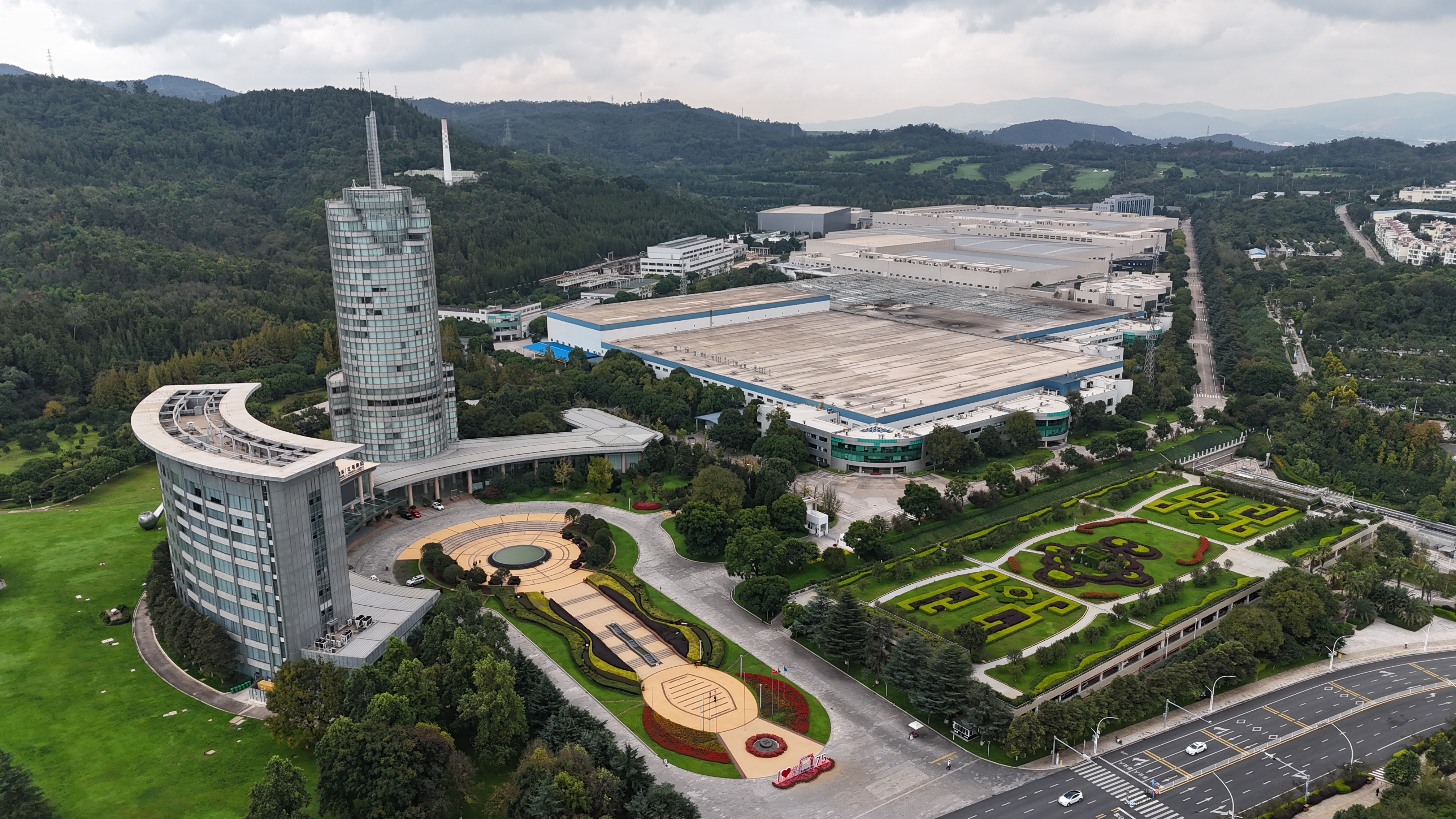
Штаб-квартира и фабрика Hongta Group в Хунта

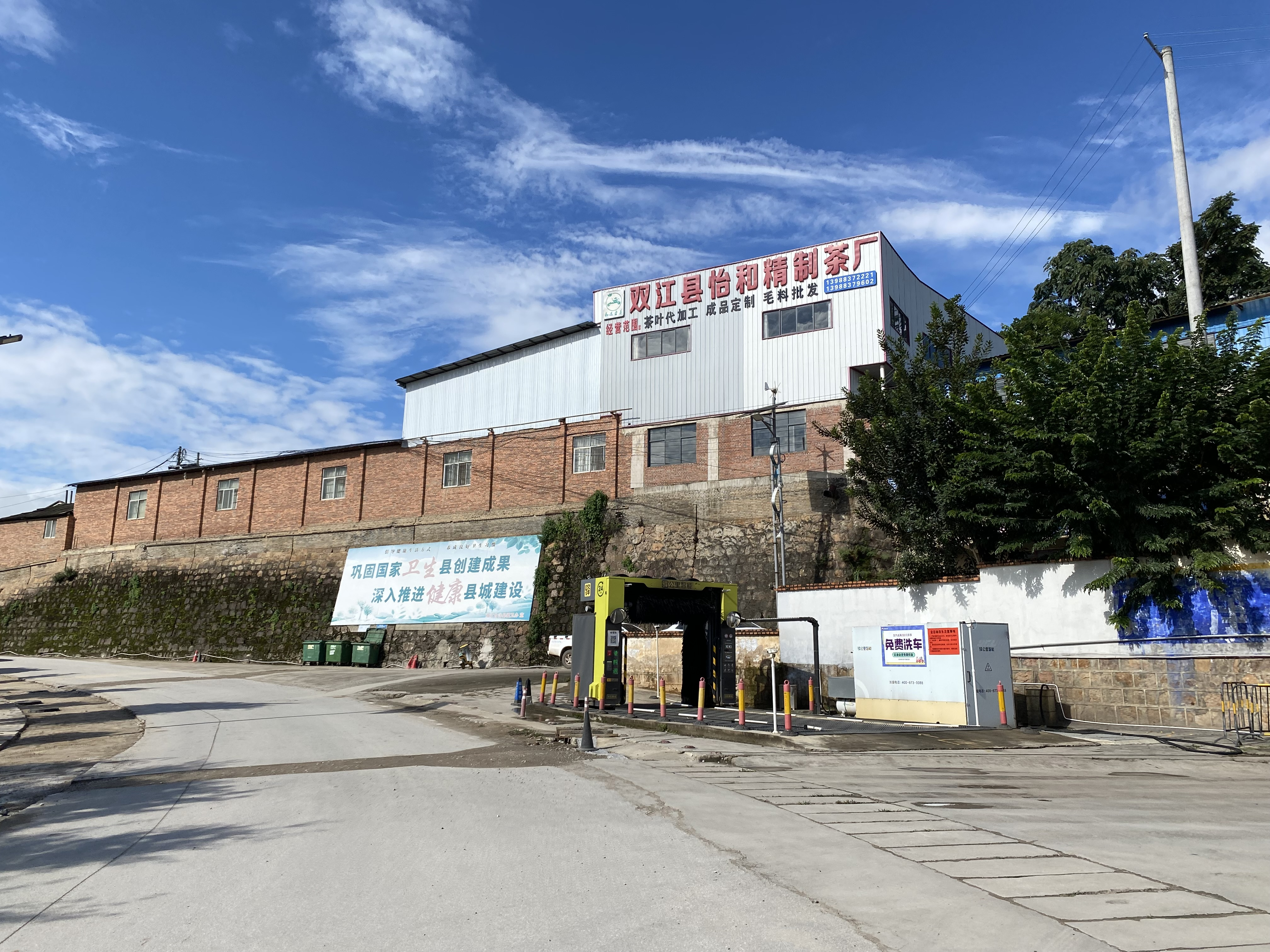
Чайная фабрика в Шуанцзяне

Важное значение имеет переработка табака, чая, кофе, сахарного тростника, риса, кукурузы, ячменя, пшеницы, рапса, сои, овощей (батата, картофеля, брокколи, помидоров, китайской капусты), фруктов (авокадо, манго, джекфрута, лонгана, помело, апельсинов, груш и яблок), приправ и специй (кардамона), грибов (трюфелей), ягод (земляники и черники), бамбуковых побегов, орехов макадамии, лекарственных растений (календулы), а также курятины, утятины, свинины и молока. Юньнань является крупнейшим в стране производителем табачных изделий и свежесрезанных цветов. Основным оператором каучуковых плантаций провинции является государственная Yunnan State Farms Group.

### Табачная промышленность
- China Tobacco Yunnan Industrial (Куньмин) — табачные изделия.
  - Hongta Tobacco Group (Юйси) — сигареты[46].
    - Yuxi Cigarette Factory (Юйси) — сигареты.
    - Dali Cigarette Factory (Дали) — сигареты[47].
- Hongyun Honghe Tobacco Group (Куньмин) — табачные изделия.
  - Kunming Cigarette Factory (Куньмин) — сигареты[48].
  - Huize Cigarette Factory (Цюйцзин) — сигареты.
- Changning Dekang Biotechnology (Баошань) — электронные сигареты и никотиновые ингаляторы, табачные экстракты, ароматизаторы и жидкости.

### Пищевая промышленность

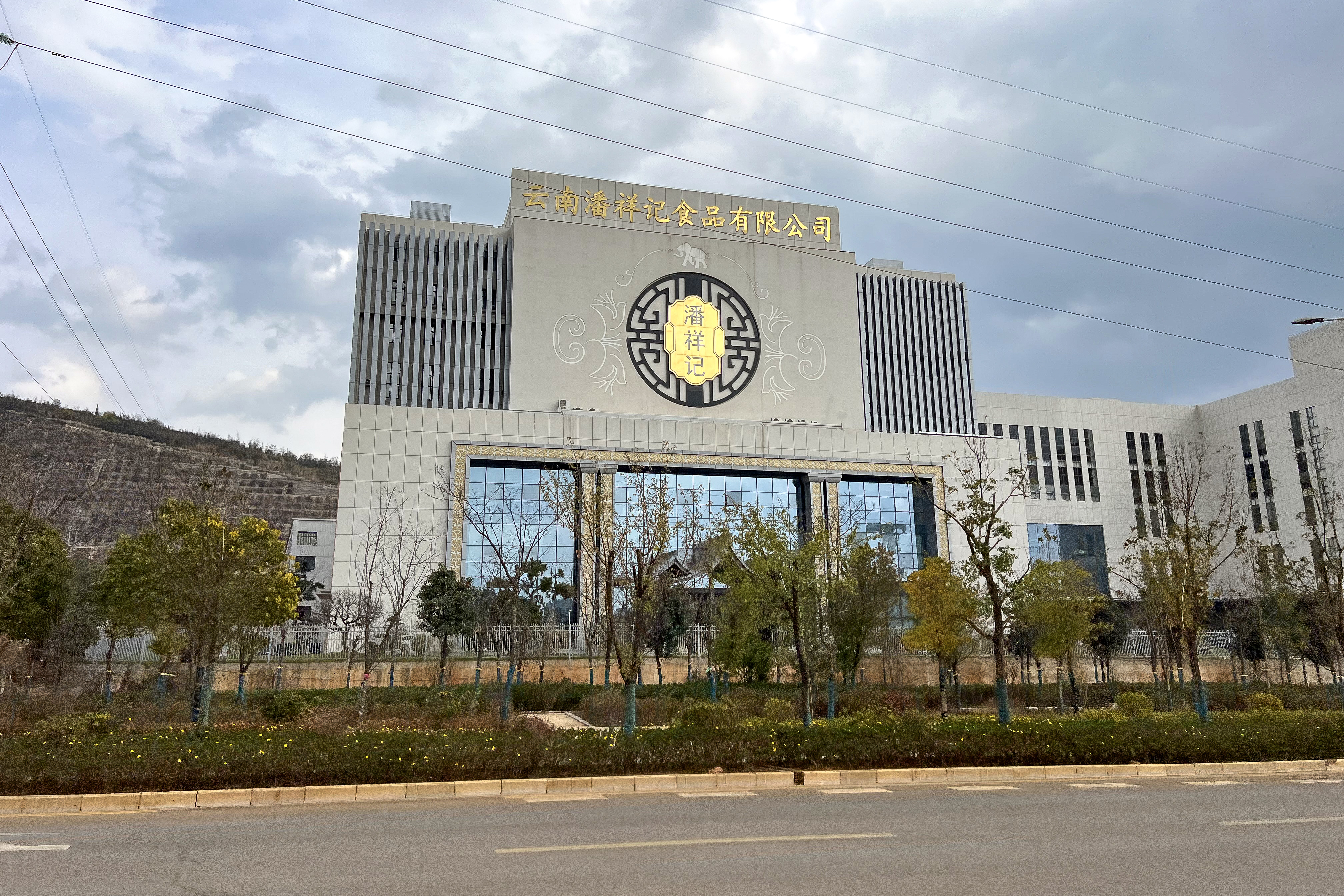
Кондитерская фабрика Panxiangji в Чэнгуне

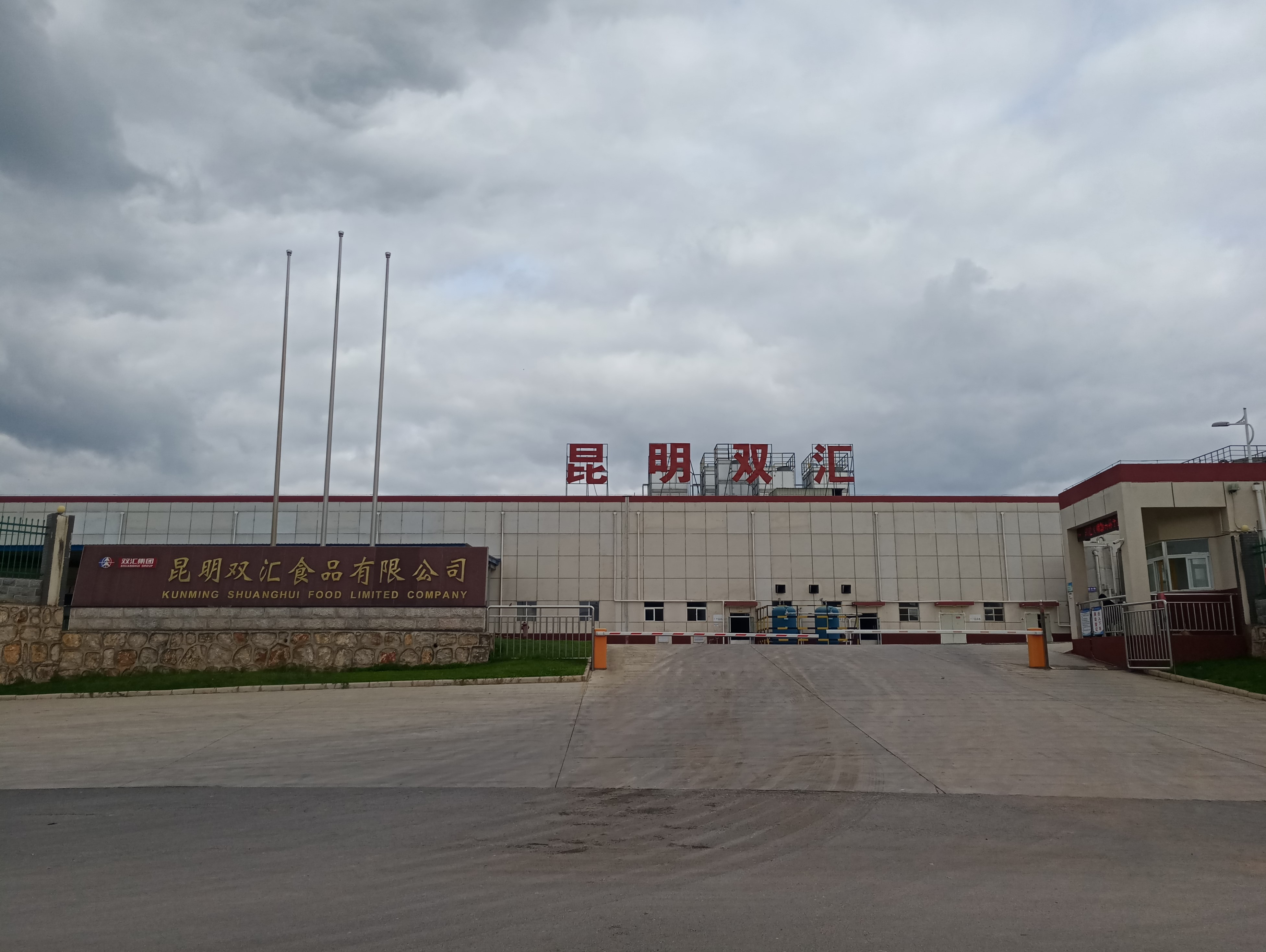
Мясная фабрика Shuanghui Food в Шилине

В Юньнани имеются значительные мощности по производству расфасованного чая и кофе, алкогольных и безалкогольных напитков (включая молочные, фруктовые, чайные и кофейные напитки, соки, сиропы и пиво), сахара, рапсового и розового масел, муки, хлебобулочных и кондитерских изделий, маринованных овощей, сухофруктов, фруктового и цветочного повидла, комбикормов, ветчины, колбасы и сосисок.
- Shennong Agricultural Industry Group (Куньмин) — комбикорма и свинина[49].
- Yunnan Jiahua Food (Куньмин) — хлебобулочные и кондитерские изделия.
- Kunming Shuanghui Food (Куньмин) — мясные изделия.
- Nanhua Sugar (Линьцан) — сахар и этанол из патоки.
- Kunming Xuelan Dairy (Куньмин) — молочные продукты[50].
- Hogood Coffee (Дэхун) — растворимый кофе.
- Xishuangbanna Yingmao Sugar Industry (Сишуанбаньна) — сахар[51].
- Yunnan Yili Dairy (Куньмин) — молочные продукты.
- Dianxue Grain & Oil (Юйси) — растительные масла[52].
- Fengrui Oil & Fat (Куньмин) — растительные масла и животные жиры[53].
- Dehong Yingmao Sugar Industry (Жуйли) — сахар и спирт[54].
- Fengqing Sugar Group (Линьцан) — сахар.
- Kunming Pepsicola Beverage (Куньминь) — прохладительные напитки.

## Производство промышленного и транспортного оборудования

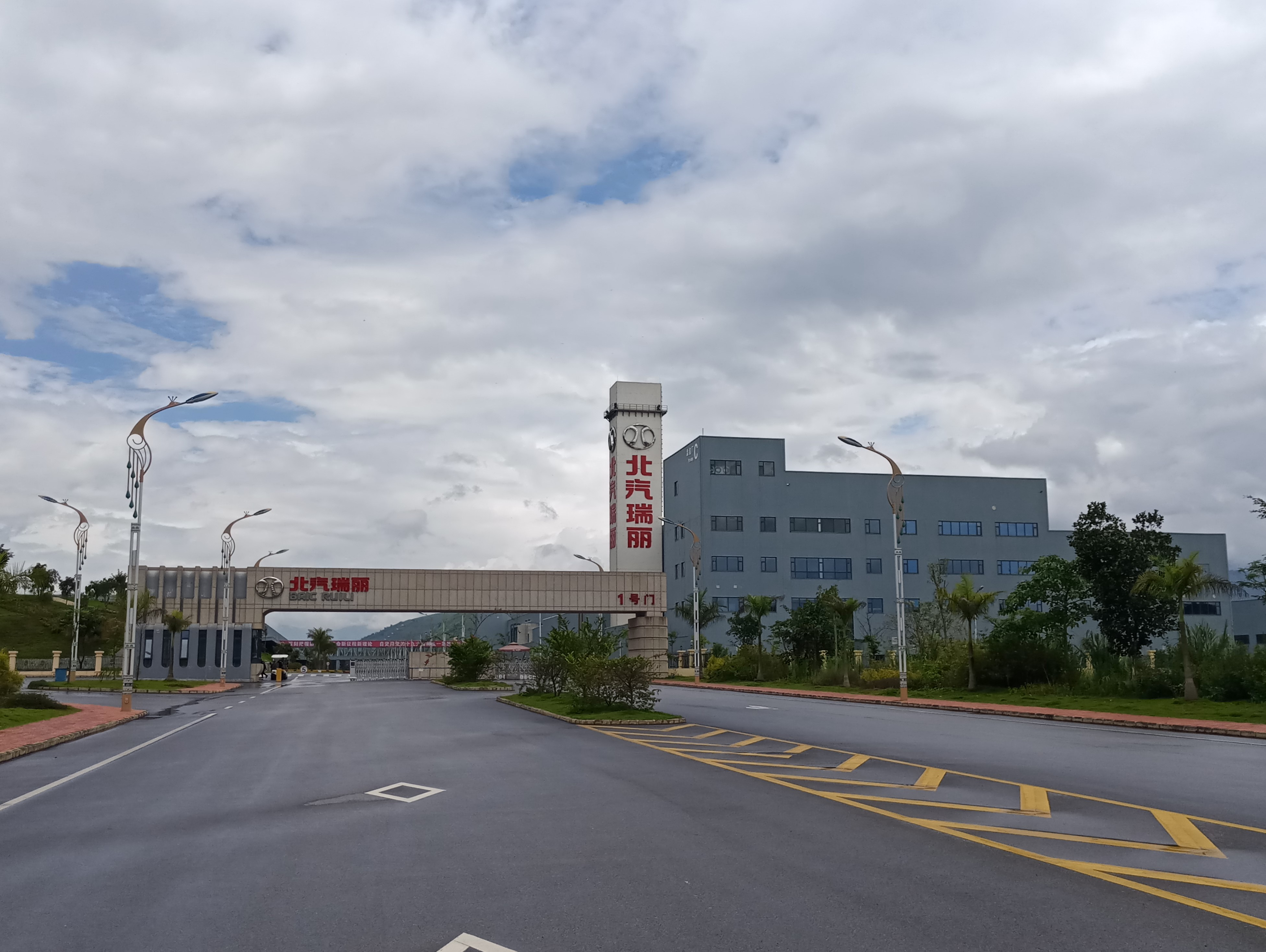
Автозавод BAIC Group в Жуйли

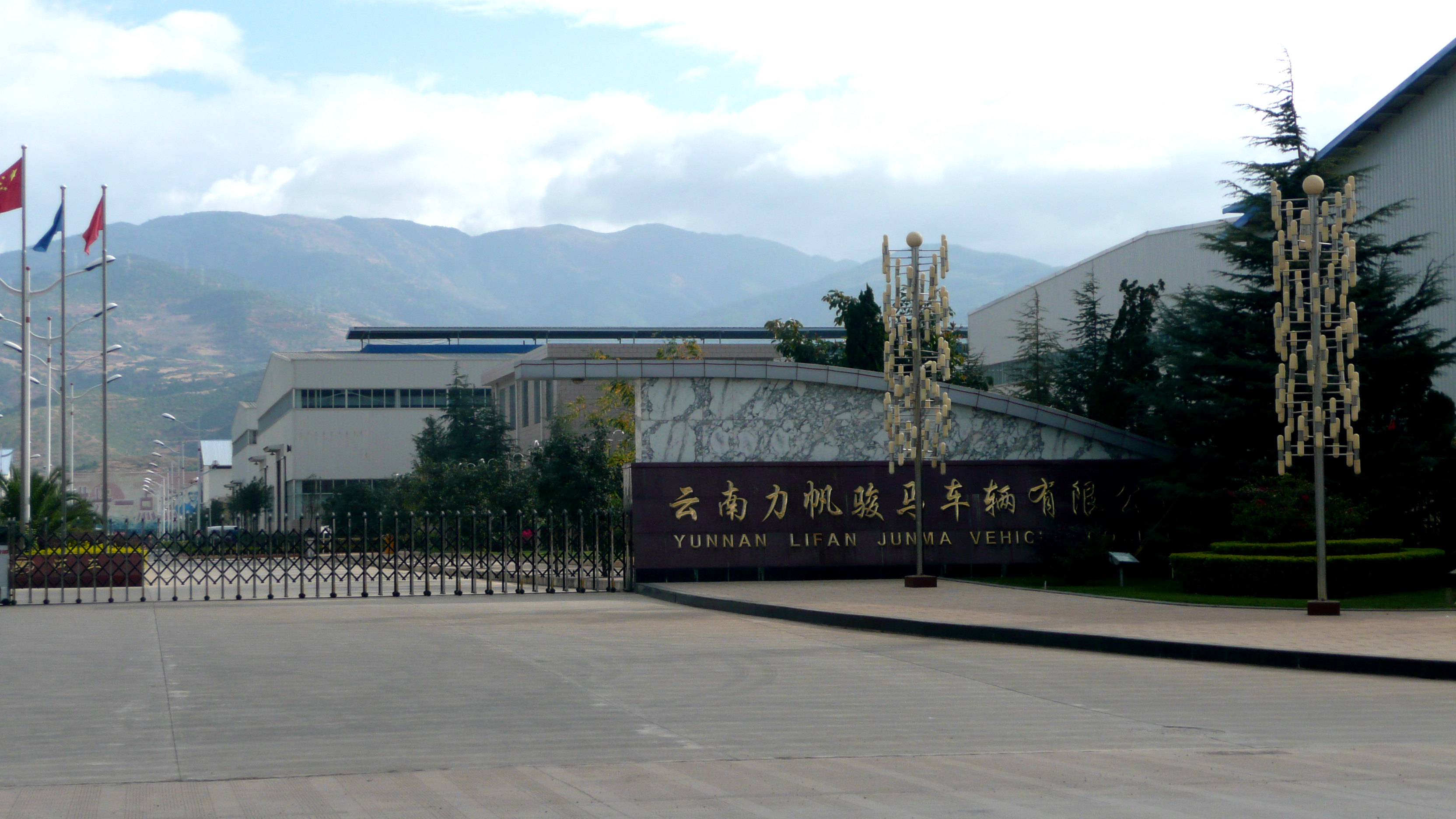
Автозавод Lifan Junma в Дали

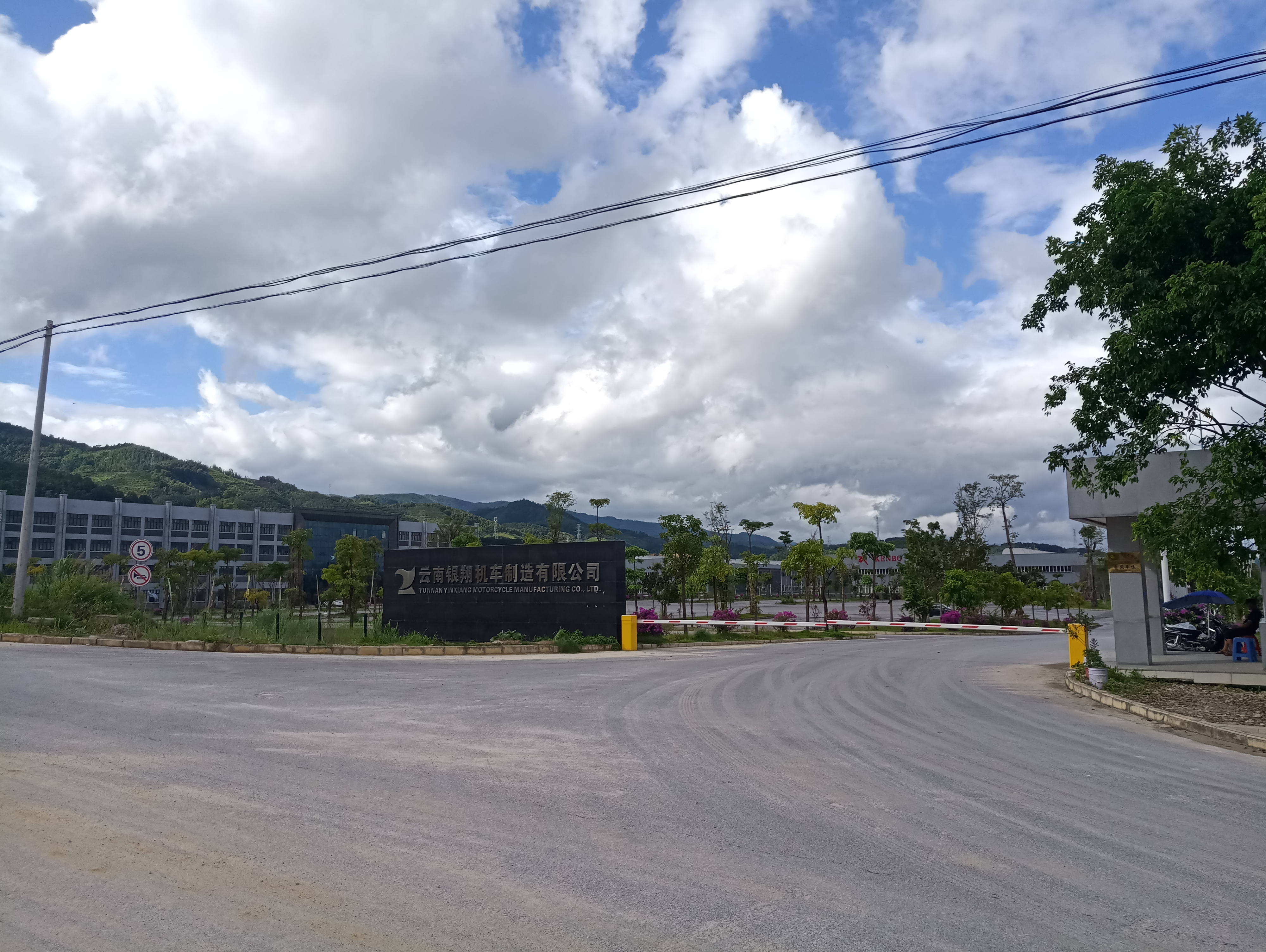
Мотозавод Yinxiang Motorcycle в Жуйли

В провинции производят грузовые и легковые автомобили, двигатели, рулевые системы, трансмиссии и другие автомобильные комплектующие; тракторы, экскаваторы и другую сельскохозяйственную и дорожно-строительную технику; мотоциклы, скутеры и трициклы; логистическое, горнодобывающее, металлургическое, энергетическое, табачное и пищевое оборудование; стрелковое оружие.
Крупнейшими компаниями отрасли являются:
- Lifan Junma Vehicle (Дали) — грузовые и коммунальные автомобили, тракторы[55].
- Kunming Yunnei Power (Куньмин) — дизельные и бензиновые двигатели[56].
- Yunnan Coal & Energy (Куньмин) — подъёмно-транспортное, горнодобывающее и металлургическое оборудование[21].
- Kunming Shipbuilding Equipment (Куньмин) — военное, табачное, пищевое и логистическое оборудование[57].
- Jianshe Industry Group (Куньмин) — стрелковое оружие, полицейские спецсредства, автокомплектующие и титановые детали[58].
- CRCC High-Tech Equipment Corporation (Куньмин) — железнодорожное оборудование, включая технику для прокладки и обслуживания путей[59].
- BAIC Yunnan Ruili Automotive (Жуйли) — легковые автомобили, включая пикапы и внедорожники.
- Yinxiang Motorcycle (Жуйли) — мотоциклы, скутеры и грузовые трициклы.
- Fuyuan Jinfei Wheel Hub Manufacturing (Цюйцзин) — автомобильные алюминиевые ступицы и диски.
- FAW-GM Hongta Yunnan Automobile (Цюйцзин) — легкие грузовые автомобили[60].

## Электронная и электротехническая промышленность
Юньнань является крупным центром фотоэлектрической промышленности, включая производство полупроводниковых пластин и солнечных панелей. Также в провинции изготовляют бытовую электротехнику, смартфоны, оптические приборы, микросхемы и электропроводку.
Крупнейшими компаниями отрасли являются:
- Baoshan Longi Silicon Materials (Баошань) — кремниевые пластины.
- Qujing Jing Ao Photovoltaic Technology (Цюйцзин) — солнечные панели.
- Kunming Wenxun Industrial (Куньмин) — смартфоны и полупроводниковая продукция.
- Yuanjin Optical Instrument (Куньмин) — приборы ночного видения, оптические прицелы, тепловизоры, бинокли, монокуляры, дальномеры, объективы, микроскопы, телескопы и линзы.
- QJ Solar New Energy (Цюйцзин) — солнечные панели и кремниевые пластины.
- Yunnan Transformer Electric (Куньмин) — трансформаторы и электронные катушки[61].

## Деревообрабатывающая и бумажная промышленность
Юньнань обладает большими лесными ресурсами, в провинции в промышленных масштабах заготавливают тик, тис и бамбук, из которых изготавливают пиломатериалы, мебель, ящики, поддоны, целлюлозу и бумагу, упаковочный картон, строительные материалы (в том числе леса), палочки для еды. Из тростника изготавливают одноразовую посуду.
Крупнейшими компаниями отрасли являются:
- Yunnan Energy New Material (Юйси) — упаковочная и полиграфическая продукция, включая сигаретные пачки, пачки для напитков, упаковочные коробки, этикетки и защищённая от подделок бумага[8].
- Qiaotong Package Printing (Чжаотун) — упаковочная и полиграфическая продукция, включая сигаретные пачки, пачки для напитков, коробки для лекарств и пищевых продуктов[62].
- Kunming Cellulose Fibers (Куньминь) — целлюлозное волокно и пакля[63].

## Текстильная и швейная промышленность
В провинции развито производство хлопчатобумажных, шерстяных и вискозных тканей, а также пошив готовой одежды, обуви, головных уборов и сумок. Уезд Магуань известен производством традиционных национальных костюмов.

## Производство стройматериалов
В провинции производят цемент, бетон, железобетонные изделия, асфальт, кирпич, черепицу, деревянные и металлические конструкции, двери и окна, пластиковые трубы и сантехнику. Крупнейшими производителями цемента являются компании Yingzhou Cement (Мэнцзы), Yunnan Huofa Group (Юйси), Fuda New Type Building Materials (Мэнцзы) и Huaxin Cements (Кайюань).